# A. Ackermann
A. Ackermann (? pravděpodobně okolo 1900 – ? pravděpodobně 1944 Osvětim) byl pražský německy hovořící architekt, představitel vrcholného funkcionalismu 30. let 20. století.
Jeho první jméno není jisté. Studoval na pražské německé technice. Koncem 30. let 20. století působil jako pražský architekt a projektant. Mezi jeho počiny patřily například činžovní domy v Holešovicích či na Vinohradech. Projektoval v duchu funkcionalismu a konstruktivismu, stylově velmi podobné např. Erwinu Katonovi. Další jeho osudy nejsou dosud známy, pravděpodobně zahynul v roce 1944 v Osvětimi.